# Raúl González (Handballspieler)
Raúl González Gutiérrez (* 8. Januar 1970 in Valladolid) ist ein spanischer Handballtrainer und ehemaliger Handballspieler.

## Karriere als Spieler

### Verein
Der 1,85 m große Rechtshänder wurde zumeist auf Rückraum Mitte eingesetzt. Er begann in seiner Heimatstadt bei ACD Michelin bzw. dessen Nachfolgeverein BM Valladolid mit dem Handball. Seit 1987 gehörte er zum Kader der Profimannschaft in der Liga ASOBAL an. Mit Valladolid gewann er  die Copa del Rey de Balonmano 2005. International erreichte er das Finale im EHF-Pokal 1998/1999, im Euro-City-Cup 2000 und im Europapokal der Pokalsieger 2003/04.
Auf Grund seiner Verdienste für BM Valladolid wird seine Rückennummer 14 dort nicht mehr vergeben.

### Nationalmannschaft
Mit der Spanischen Nationalmannschaft gewann González bei den Olympischen Spielen 1996 die Bronzemedaille, bei den Europameisterschaften 1996 und 1998 Silber. Es waren die ersten Medaillen für die spanische Auswahl überhaupt. Er bestritt 57 Länderspiele, in denen er 55 Tore erzielte.

### Erfolge
- Copa del Rey de Balonmano 2005
- Finalist EHF-Pokal 1998/1999
- Finalist Euro-City-Cup 2000
- Finalist Europapokal der Pokalsieger 2003/04
- Bronze bei den Olympischen Spielen 1996
- Silber bei den Europameisterschaften 1996 und 1998

## Karriere als Trainer
Nach seinem Karriereende 2005 wurde Raúl González Co-Trainer von Talant Dujshebaev bei BM Ciudad Real bzw. dessen Nachfolger BM Atlético Madrid. Nach dem Rückzug Madrids im Sommer 2013 war er vereinslos.
Im Januar 2014 übernahm er den Trainerposten beim mazedonischen Verein RK Vardar Skopje und unterschrieb bis 2016. Mit Vardar gewann er 2014 den mazedonischen Pokal sowie die SEHA-Liga. In der EHF Champions League 2013/14 schaltete er im Achtelfinale den Titelverteidiger HSV Hamburg aus, unterlag dann aber im Viertelfinale der SG Flensburg-Handewitt aufgrund der Auswärtstorregel. In der Saison 2016/17 errang RK Vardar Skopje unter seiner Leitung die EHF Champions League. Ab dem März 2017 bis zum Februar 2019 trainierte er zusätzlich die mazedonische Nationalmannschaft.
Ab der Saison 2018/19 trainierte er den französischen Erstligisten Paris Saint-Germain, den er nach der Saison 2024/25 verließ.
Er unterschrieb im November 2024 einen Drei-Jahres-Vertrag mit dem serbischen Handballverband und übernimmt ab Sommer 2025 das Training der serbischen Männer-Nationalmannschaft.

### Erfolge
- Spanischer Meister 2007, 2008, 2009 und 2010
- Copa del Rey de Balonmano 2008, 2011, 2012 und 2013
- Copa ASOBAL 2006, 2007, 2008 und 2011
- Supercopa Asobal 2005, 2008 und 2011
- EHF Champions League 2009 und 2017
- Super Globe 2010 und 2012
- Mazedonischer Meister 2015, 2016 und 2017
- Mazedonischer Pokalsieger 2014, 2015, 2016 und 2017
- SEHA-Liga Meister 2014 und 2017
- Französischer Meister 2019, 2020, 2021, 2022, 2023, 2024 und 2025
- Französischer Pokalsieger 2021 und 2022